# Stan Vidrighin
Stan Vidrighin (n. 1876, Rășinari – d. 1956, București) a fost un inginer român, primar al Timișoarei între 1 septembrie 1919 – 30 aprilie 1921 și 3 ianuarie 1922 – 31 august 1922. A mai fost și senator de Timiș-Torontal, director general la Poșta Română, CFR, fabrica de vagoane „Astra”.

## Biografie
După absolvirea liceului la Sibiu, Vidrighin a urmat Politehnica din Budapesta, pe care a terminat-o în 1900. După un scurt stagiu de doi ani în administrația orașului Sopron, a câștigat un concurs pentru proiectul de canalizare al orașului Timișoara, fiind numit inginer la serviciul tehnic al primăriei. Doi ani mai târziu a fost promovat inginer-șef al aceluiași serviciu, unde, după ce a verificat ofertele anterioare, a demarat pregătirea proiectului general de canalizare a apelor uzate și meteorice, precum și cel de alimentare cu apă al orașului. Pentru realizarea acestor două mari proiecte, a fost trimis de primărie la Dresda, Berlin, Hamburg, Köln, Strasbourg, Karlsruhe și Londra. După întoarcerea în țară, a întocmit proiectele de alimentare cu apă și canalizare ale Timișoarei, implicându-se apoi direct în realizarea lor.
Vidrighin a fost un important militant pentru unirea Transilvaniei și Banatului cu România, fiind ales deputat pentru Marea Adunare Națională de la Alba Iulia din 1 decembrie 1918. A fost numit primar al Timișoarei la 1 septembrie 1919, la scurt timp după instalarea administrației românești în oraș. A deținut această funcție până în 30 aprilie 1921, când a trebuit să renunțe la funcție din cauza unui proces, care s-a dovedit nefondat. Un an mai târziu a redevenit primar, între 3 ianuarie 1922 și 31 august 1922. Sub administrația sa orașul a reorganizat sistemul de apă, canalizare, gaz, electricitate și transport în comun, pe modelulul Regiilor Autonome deținute de primărie.
Împreună cu profesorul Traian Lalescu a fost membru fondator al Școlii Politehnice din Timișoara. A fost ales, în anul 1921, rector al Politehncii.
În septembrie 1923, pleacă la București, la chemarea administrației capitale, pentru a ajuta la dezvoltarea sistemului de apă și canalizare, pe care le-a și administrat. Mai târziu este numit director general la Poșta și Telecomunicațiile Române, apoi director al CFR. Se stinge din viață în 1956, la vârsta de 80 de ani.
În 3 august 2009, cu ocazia zilei Timișoarei, a fost dezvelit un bust al său, situat în Parcul Central.